# 2016-os Red Bull Air Race Világkupa
A Red Bull Air Race Világkupa 2016-ban tizenegyedik alkalommal került megrendezésre.

## Versenyzők és repülőgépek

### Master osztály
| Csapat                   | Rajtszám | Pilóta            | Repülőgép                | Versenyek                |
| ------------------------ | -------- | ----------------- | ------------------------ | ------------------------ |
| Cristian Bolton Racing   | 5        | Cristian Bolton   | Zivko Edge 540 V2        | 7–8                      |
| Team Sonka               | 8        | Martin Šonka      | Zivko Edge 540 V3        | Összes                   |
| Breitling Racing Team    | 9        | Nigel Lamb        | MX Aircraft MXS-R        | Összes                   |
| Breitling Racing Team    | 11       | Mikaël Brageot    | Master Mentoring Program | Master Mentoring Program |
| Breitling Racing Team    | 12       | François Le Vot   | Zivko Edge 540 V2        | Összes                   |
| Team Chambliss           | 10       | Kirby Chambliss   | Zivko Edge 540 V3        | Összes                   |
| Team Spielberg           | 18       | Petr Kopfstein    | Zivko Edge 540 V3        | Összes                   |
| Matthias Dolderer Racing | 21       | Matthias Dolderer | Zivko Edge 540 V3        | Összes                   |
| Hannes Arch Racing 22    | 22       | Hannes Arch       | Zivko Edge 540 V3        | Összes                   |
| Team Velarde             | 26       | Juan Velarde      | Zivko Edge 540 V2        | Összes                   |
| Team Hamilton            | 27       | Nicolas Ivanoff   | Zivko Edge 540 V2        | Összes                   |
| Team Falken              | 31       | Muroja Josihide   | Zivko Edge 540 V3        | Összes                   |
| Peter Podlunšek Racing   | 37       | Peter Podlunšek   | Zivko Edge 540 V2        | Összes                   |
| Team Garmin              | 84       | Pete McLeod       | Zivko Edge 540 V3        | Összes                   |
| Matt Hall Racing         | 95       | Matt Hall         | MX Aircraft MXS-R        | 1–7                      |
| Team Goulian             | 99       | Michael Goulian   | Zivko Edge 540 V2        | Összes                   |

### Challenger osztály
- Az összes pilóta az Extra E-330LX típusú repülőgéppel versenyzett.[2]

| Rajtszám | Pilóta          | Versenyek   |
| -------- | --------------- | ----------- |
| 33       | Mélanie Astles  | 2-8         |
| 77       | Francis Barros  | 1–3         |
| 62       | Florian Bergér  | 1–2, 4–6, 8 |
| 5        | Cristian Bolton | 1–5         |
| 48       | Kevin Coleman   | 1–3, 5–8    |
| 6        | Luke Czepiela   | 1, 3–4, 6–8 |
| 24       | Ben Murphy      | 1, 3–8      |
| 17       | Daniel Ryfa     | 1–2, 4–6, 8 |

## Versenynaptár és eredmények
| Verseny | Helyszín | Ország                               | Dátum            | Selejtező győztese         | Győztes pilóta             | Győztes repülőgép          | Győztes Challenger         |
| ------- | -------- | ------------------------------------ | ---------------- | -------------------------- | -------------------------- | -------------------------- | -------------------------- |
| 1       | UAE      | Abu-Dzabi                            | Március 11–12.   | Matt Hall                  | Nicolas Ivanoff            | Zivko Edge 540             | Daniel Ryfa                |
| 2       | AUT      | Red Bull Ring, Spielberg             | Április 23–24.   | Juan Velarde               | Matthias Dolderer          | Zivko Edge 540             | Florian Bergér             |
| 3       | JPN      | Makuhari, Csiba                      | Június 4–5.      | törölve                    | Muroja Josihide            | Zivko Edge 540             | Cristian Bolton            |
| 4       | HUN      | Budapest                             | Július 16–17.    | törölve                    | Matthias Dolderer          | Zivko Edge 540             | Daniel Ryfa                |
| 5       | GBR      | Ascot Racecourse, Ascot              | Augusztus 13–14. | Matthias Dolderer          | Matt Hall                  | MX Aircraft MXS            | Kevin Coleman              |
| 6       | DEU      | EuroSpeedway Lausitz, Klettwitz      | Szeptember 3–4.  | Nigel Lamb                 | Matt Hall                  | MX Aircraft MXS            | Florian Bergér             |
| 7       | USA      | Indianapolis Motor Speedway, Indiana | Október 1–2.     | Muroja Josihide            | Matthias Dolderer          | Zivko Edge 540             | Luke Czepiela              |
| 8       | USA      | Las Vegas Motor Speedway, Las Vegas  | Október 15–16.   | Törölve a magas szél miatt | Törölve a magas szél miatt | Törölve a magas szél miatt | Törölve a magas szél miatt |

## Világbajnokság állása

### Master osztály
Pontozási rendszer
| Helyezés | 1. | 2. | 3. | 4. | 5. | 6. | 7. | 8. | 9. | 10. | 11–14. |
| Pont     | 15 | 12 | 9  | 7  | 6  | 5  | 4  | 3  | 2  | 1   | 0      |

| Helyezés | Pilóta            | UAE  | SPE | CHI | BUD** | ASC | LAU | IND | LVG | Pont  |
| -------- | ----------------- | ---- | --- | --- | ----- | --- | --- | --- | --- | ----- |
| 1        | Matthias Dolderer | 2    | 1   | 8   | 1     | 2   | 2   | 1   | C   | 80.25 |
| 2        | Matt Hall         | 9    | 5   | 7   | 3     | 1   | 1   | 4   |     | 55.75 |
| 3        | Hannes Arch †     | EX * | 2   | 6   | 2     | 3   | 5   |     |     | 41    |
| 4        | Nigel Lamb        | 11   | 3   | 4   | 6     | 6   | 10  | 2   | C   | 37.75 |
| 5        | Nicolas Ivanoff   | 1    | 7   | DNS | 7     | 7   | 7   | 6   | C   | 35    |
| 6        | Muroja Josihide   | 8    | 13  | 1   | 5     | 8   | 14  | 5   | C   | 31.5  |
| 7        | Martin Šonka      | DSQ  | 9   | 2   | 13    | 5   | 4   | 7   | C   | 31    |
| 8        | Pete McLeod       | 7    | 4   | 12  | 9     | 13  | 3   | 3   | C   | 30.5  |
| 9        | Kirby Chambliss   | 5    | 6   | 3   | 4     | 9   | 8   | DSQ | C   | 30.25 |
| 10       | Michael Goulian   | 6    | 10  | 13  | 10    | 4   | 6   | 10  | C   | 19.75 |
| 11       | Juan Velarde      | 10   | 14  | 5   | 8     | 11  | 9   | 8   | C   | 14.25 |
| 12       | François Le Vot   | 3    | 12  | 10  | 14    | 12  | 12  | 12  | C   | 10    |
| 13       | Peter Podlunšek   | 12   | 8   | 11  | 11    | 10  | 13  | 11  | C   | 4     |
| 14       | Petr Kopfstein    | 13   | 11  | 9   | 12    | 14  | 11  | 9   | C   | 4     |
| 15       | Cristian Bolton   |      |     |     |       |     |     | 13  | C   | 0     |

Bold – Leggyorsabb selejtező pilóta
- DSQ, EX – Kizárva
- DNS – Nem indult

### Challenger osztály
Pontozási rendszer
| Helyezés | 1. | 2. | 3. | 4. | 5. | 6. |
| Pont     | 10 | 8  | 6  | 4  | 2  | 0  |

| Helyezés | Pilóta          | UAE | SPE | CHI | BUD** | ASC | LAU | IND | LVG | csepp | Pont |
| -------- | --------------- | --- | --- | --- | ----- | --- | --- | --- | --- | ----- | ---- |
| 1        | Florian Bergér  | 3   | 1   |     | 4     | 2   | 1   |     | C   | 10    | 28   |
| 2        | Daniel Ryfa     | 1   | 3   |     | 1     | 5   | 4   |     | C   | 6     | 26   |
| 3        | Kevin Coleman   | 2   | 2   | 2   |       | 1   | 6   | 4   | C   | 12    | 26   |
| 4        | Luke Czepiela   | 5   |     | 3   | 3     | 2   | 2   | 1   | C   | 14    | 26   |
| 5        | Cristian Bolton |     | 4   | 1   | 6     | 3   |     |     |     |       | 20   |
| 6        | Ben Murphy      | 4   |     | 5   | 2     | 6   | 3   | 3   | C   | 6     | 20   |
| 7        | Mélanie Astles  |     | 6   | 4   | 5     | 4   | 5   | 2   | C   | 4     | 16   |
| 8        | Francis Barros  | DSQ | 5   | 6   |       |     |     |     |     |       | 2    |

- DSQ, EX – Kizárva
- DNS – Nem indult